# کوه هافمن
کوه هافمن (به انگلیسی: Mount Hoffmann) یک کوه در ایالات متحده آمریکا است که در شهرستان ماریپوزا، کالیفرنیا واقع شده‌است. کوه هافمن ۳٬۳۰۸٫۶۴ متر بالاتر از سطح دریا واقع شده‌است.